# 二甲基(四甲基乙二胺)合镍
二甲基(四甲基乙二胺)合镍是一种有机镍化合物，化学式为(Me
2NCH
2CH
2NMe
2)NiMe
2，其中Me为甲基（CH3）。它是黄棕色固体，对空气敏感，是很多有机镍配合物的合成前体。它可由乙酰丙酮镍和四甲基乙二胺、甲基锂反应制得。
该化合物中的四甲基乙二胺配体很容易被联吡啶或双膦等碱性配体取代。它和亲电烯烃反应，得到烯烃配合物，并放出乙烯。它在二甲基(乙氧基)铝的存在下和2-氯甲苯在60 °C反应，可以得到氯化(2-甲苯基)(四甲基乙二胺)合镍(II)。